# Silhen
Cet article court présente un sujet plus développé dans : Boô-Silhen.
Ancienne commune des Hautes-Pyrénées, Silhen a existé jusqu’en 1801. 
Entre 1791 et 1801 elle a fusionné avec les communes de Boô et d'Asmets pour former la commune nouvelle de Boô-Silhen.

## Toponymie

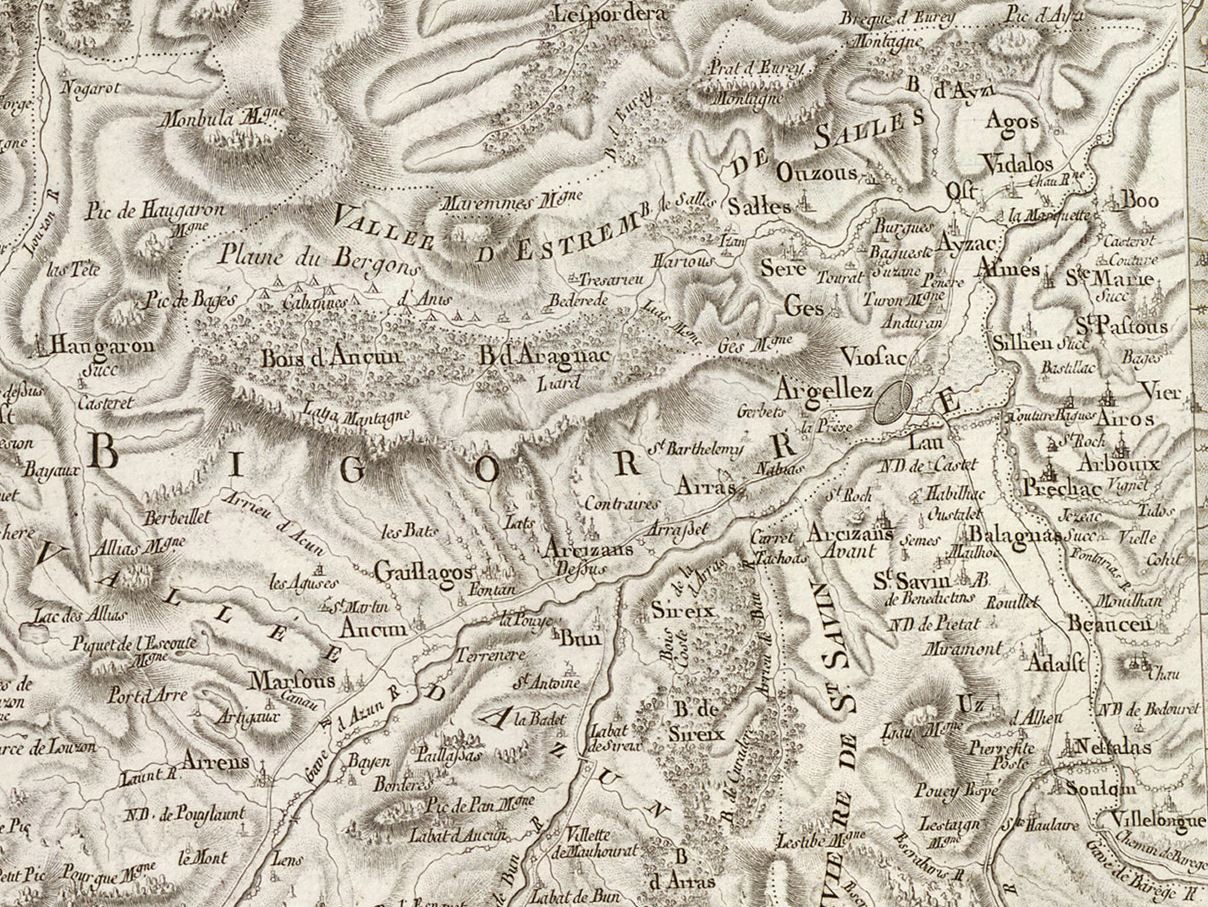
Extrait de la carte de Cassini (entre 1756 et 1789) situant Boô, Asmets et Silhen séparément

On trouvera les principales informations dans le Dictionnaire toponymique des communes des Hautes Pyrénées de Michel Grosclaude et Jean-François Le Nail qui rapporte les dénominations historiques du village :

### Silhen
Dénominations historiques :
- in Silien, (v. 870, Livre vert Bénac) ;
- Silen, (1036, cartulaire Saint-Savin ; 1167, ibid. ; XIIe ou XIIIe siècle, Livre vert Bénac) ;
- Silien, (XIIe siècle, cartulaire de Bigorre) ;
- Silhen, (v. 1150, ibid. ; 1167, ibid. ; 1349, Livre vert Bénac ; 1379, procuration Tarbes ; 1412, ADHP, G 1208) ;
- Selhen, (1313, Debita regi Navarre) ;
- Silhen, (1429, censier de Bigorre) ;
- Silhen, (1783, registres paroissiaux, 1788, ibid.) ;
- Silhen, (fin XVIIIe siècle, carte de Cassini).

Nom occitan : Silhen.

### Historique administratif
Pays et sénéchaussée de Bigorre, Lavedan. Arribèra de Davantaygue, canton de Davantaygue (1790).

## Lieux et monuments
- L'église Saint-Vincent de Silhen des XIe, XIIe et XVIIIe siècles[3].

Sélection de vues des monuments.
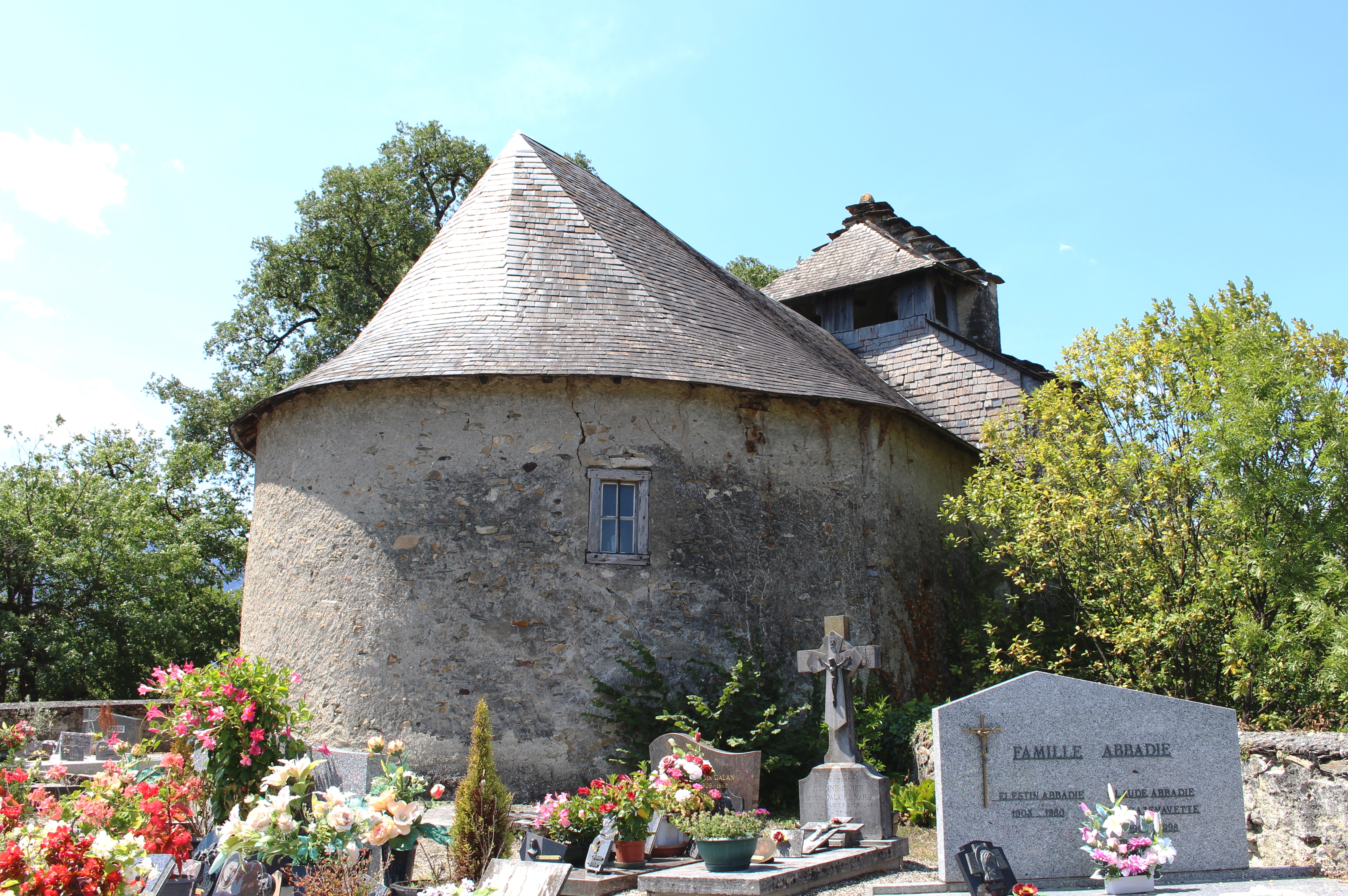
Église Saint-Vincent de Silhen.